# Jean-Paul Tony Helissey
Jean-Paul Tony Helissey (n. 28 martie 1990, Pointe-à-Pitre, Guadeloupe, Franța) este un scrimer francez, medaliat olimpic. A participat la o ediție a Jocurilor Olimpice (2016) în care a câștigat o medalie de argint.

## Participări
Lista de mai jos prezintă principalele competiții la care a participat Jean-Paul Tony Helissey de-a lungul carierei.
- Floretă masculin pe echipe la Jocurile Olimpice de vară din 2016